# Liste der Stolpersteine in Berlin-Alt-Hohenschönhausen
Die Liste der Stolpersteine in Berlin-Alt-Hohenschönhausen enthält die Stolpersteine im Berliner Ortsteil Alt-Hohenschönhausen im Bezirk Lichtenberg, die an das Schicksal der Menschen erinnern, die im Nationalsozialismus ermordet, deportiert, vertrieben oder in den Suizid getrieben wurden. Die Tabelle ist teilweise sortierbar; die Grundsortierung erfolgt alphabetisch nach dem Familiennamen.
Die ersten Stolpersteine in Alt-Hohenschönhausen wurden im Mai 2004 verlegt. Inzwischen gibt es im Ortsteil bereits 34 Stolpersteine.
| Bild | Person                 | Verlegeort                                             |                     | Verlegedatum  | Information |
| ---- | ---------------------- | ------------------------------------------------------ | ------------------- | ------------- | --- |
|      | Mirjam Ascher          | Sandinostraße 22 (ehem. Lüderitzstraße)                | 52.538353 13.481859 | 10. Dez. 2005 | Mirjam Ascher wurde am 4. November 1931 in Berlin geboren, ihre Mutter war Ruth Ascher. Sie wurde am 11. April 1939 in die 3. jüdische Volksschule der Jüdischen Gemeinde eingeschult, die sich in der Synagoge in der Rykestraße 53 in Prenzlauer Berg befand, bis auch diese Schule am 30. Juni 1942 durch Verbot geschlossen wurde. Sie wurde zusammen mit ihrer jüngeren Schwester Tana laut Transportliste als Waise (obwohl ihre Mutter noch lebte) am 26. September 1942 aus der Schönhauser Allee 122 mit dem 20. Osttransport nach Raasiku in Estland deportiert und dort ermordet. Der Vorname Tana auf dem Stolperstein ist sehr wahrscheinlich falsch, von Mirjam Ascher ist mit diesem Geburtsdatum eine Karteikarte überliefert. Schönhauser Allee 122 könnte ein Schreibfehler sein, in der Schönhauser Allee 162 befand sich das Auerbach’sche Waisenhaus und in der Schönhauser Allee 22 das Jüdische Altersheim. |
|      | Ruth Ascher            | Sandinostraße 22 (ehem. Lüderitzstraße)                | 52.538352 13.481858 | 10. Dez. 2005 | Ruth Esther Ascher wurde am 13. Oktober 1904 in Berlin mit dem Mädchennamen Wolff geboren, ihre Mutter war die ledige Ernestine Esther Wolff (geb. am 2. April 1880). Am 1. September 1925 erkannte der Kaufmann Josef Ascher (geboren am 27. Februar 1876) bei der Hochzeit mit ihrer Mutter offiziell seine Vaterschaft an. Ruth war Sängerin und Unterhaltungskünstlerin, mehr ist über ihren beruflichen und künstlerischen Werdegang nicht bekannt. Am 26. September 1942 wurde Ruth und ihre beiden Töchter mit dem 20. Osttransport nach Raasiku in Estland deportiert und dort ermordet. Ihr Vater Josef Ascher wurde anlässlich der Aktion „Arbeitsscheu Reich“ vom 14. Juni 1938 bis 13. August 1938 im KZ Buchenwald mit der Häftlingsnummer 6710 inhaftiert, nach seiner Entlassung floh er am 29. Oktober 1938 mit einem Schiff aus Cherbourg über Southampton nach Montevideo in Uruguay, wo er am 14. November 1938 im Transit mit Ziel Paraguay ankam. Am 1. März 1940 wurde er per Anzeige im Deutschen Reichsanzeiger durch Entziehung der deutschen Staatsbürgerschaft zwangsweise ausgebürgert. Ihre Mutter Ernestine Ascher konnte Josef Ascher noch nach dem generellen Ausreiseverbot für Juden vom 23. Oktober 1941 am 30. Oktober 1941 durch Auswanderung nach Paraguay folgen. |
|      | Tana Ascher            | Sandinostraße 22 (ehem. Lüderitzstraße)                | 52.538351 13.481857 | 10. Dez. 2005 | Tana Ascher wurde am 5. April 1940 in Berlin geboren, ihre Mutter war Ruth Ascher. Sie wurde zusammen mit ihrer älteren Schwester Mirjam laut Transportliste als Waise (obwohl ihre Mutter noch lebte) am 26. September 1942 aus der Schönhauser Allee 122 mit dem 20. Osttransport nach Raasiku in Estland deportiert und dort ermordet. Der Vorname Mirjam auf dem Stolperstein ist sehr wahrscheinlich falsch, Tana Ascher steht mit diesem Geburtsdatum auf der Geburtsurkunde von Ruth Ascher. Schönhauser Allee 122 könnte ein Schreibfehler sein, in der Schönhauser Allee 162 befand sich das Baruch Auerbach´sche Waisenhaus und in der Schönhauser Allee 22 das Jüdische Altersheim. |
|      | Manfred Bottstein      | Große-Leege-Straße 48                                  | 52.538661 13.489201 | Dez. 2007     | Manfred Bottstein, geboren am 27. Januar 1922 in Berlin; Sohn von Max und Rosa Bottstein; Elektrotechniker; am 13. Juli 1944 mit dem 108. Theresienstadt-Transport (I/114) deportiert; am 16. Oktober 1944 mit Transport Er von Theresienstadt nach Auschwitz deportiert und dort ermordet |
|      | Max Bottstein          | Große-Leege-Straße 48                                  | 52.538662 13.489202 | Dez. 2007     | Max Bottstein, geboren am 13. Januar 1889 in Berlin; Sohn von Israel und Maria Bottstein; am 26. Oktober 1942 mit dem 22. Osttransport nach Riga deportiert und dort ermordet |
|      | Rosa Bottstein         | Große-Leege-Straße 48                                  | 52.538663 13.489203 | Dez. 2007     | Rosa Bottstein, geborene Schaul, geboren am 1. Juni 1887 in Czarnikau; am 26. Oktober 1942 mit dem 22. Osttransport nach Riga deportiert und dort ermordet |
|      | Arthur Dreyer          | Schöneicher Straße 11a                                 | 52.54391 13.497054  | 25. Okt. 2010 | Arthur Dreyer, geboren am 16. Januar 1901, Angestellter, SPD-Mitglied; ab 1933 illegale Arbeit, im Mai 1935 verhaftet, U-Haft im KZ Columbiahaus, in Moabit verurteilt, Haft im Gefängnis Tegel, anschließend Schutzhaft im KZ Lichtenburg, im Herbst 1936 entlassen; danach Gelegenheitsarbeiter und weiterhin, gemeinsam mit seiner Frau Dorothea, illegale Arbeit; im Februar 1943 zur Strafdivision 999 eingezogen, am 24. September 1944 in Griechenland gefallen |
|      | Arthur Falck           | Große-Leege-Straße 46a                                 | 52.538868 13.489521 | 27. Sep. 2013 | Arthur Falck, geboren am 14. März 1895 in Berlin; Schneidergeselle; nach dem Inkrafttreten der Nürnberger Gesetze vom 15. September 1935 wurde er von der Vermieterin seiner Freundin Hildegard Kroll (geb. 1914) wegen „Rassenschande“ angezeigt und im Sommer 1936 nach Paragraph 2 des „Blutschutzgesetzes“ verurteilt; nach Verbüßen der Haftstrafe im Zuchthaus Brandenburg-Görden versuchte er mehrfach, zu seinem seit 1910 in den USA lebenden Vater zu emigrieren, erhielt aber kein Einreisevisum, da sein Vater die Bürgschaft nicht übernehmen konnte; wohnte zu dieser Zeit zur Untermiete bei Margarete Sachs in der Große-Leege-Straße 46a; 1939 wurde gegen ihn wegen Verstoßes gegen die Namensänderungsverordnung bzw. den Kennkartenzwang ermittelt; Ende 1939 wurde er von der 8. Strafkammer des Landgerichts Berlin wegen Sachbeschädigung zu sechs Monaten Gefängnis verurteilt, weil er beim Versuch, seine ehemalige Freundin Hildegard Kroll zu besuchen, ihr Fenster eingeschlagen hatte; die Berliner Staatsanwaltschaft ging gegen das Urteil in Revision, da sie den Aspekt des Nötigungsversuches und der „versuchten Rassenschande“ nicht berücksichtigt sah; in Falcks Stellungnahme gegen den Revisionsantrag gab er an, dass er sich nur „mit Frl. Kroll aussprechen“ wollte, da sie „der einzige Mensch [war], dem ich mal sehr zugetan war und derentwegen ich auch mit meinen Verwandten gebrochen hatte“ und er sich mit ihr wegen der „Notlage“ hätte beraten wollen, die nach der ersten Haftstrafe „durch mein längeres Nichtgemeldetsein und demzufolge auch Arbeitslosigkeit verursacht war“; das Urteil wurde Anfang 1940 durch den 2. Strafsenat des Reichsgerichts aufgehoben; in der Neuverhandlung durch die 2. Strafkammer des Landgerichts Berlin wurde Falck im April 1940 wegen „fortgesetzter versuchter Rassenschande“ „in Tateinheit mit Sachbeschädigung und versuchter Nötigung“ zu zweieinhalb Jahren Zuchthaus und fünf Jahren Ehrverlust verurteilt; nach Verbüßen der Haft wurde er aus dem Zuchthaus Brandenburg-Görden ins Polizeigefängnis Berlin überstellt und von dort mit dem 18. Osttransport am 15. August 1942 nach Riga deportiert. |
|      | Bertha Glaser          | Konrad-Wolf-Straße 44 (ehem. Koskestr. 13/14)          |                     | 16. Juni 2018 | Bertha Glaser wurde am 12. Februar 1880 mit dem Mädchennamen Leiser in Jarotschin geboren, ihre Eltern waren Kaspar Leiser und Jette geborene Sander. Sie war die Mutter von Cäcilie Lange (siehe weiter unten), für deren Familie bereits im Jahr 2015 Stolpersteine vor dem ehemaligen Wohnhaus in der heutigen Konrad-Wolf-Straße verlegt worden waren. Bertha hatte 1899 in Stralkowo Hermann Glaser (geboren 1873 in Posen) geheiratet, der am 6. November 1926 im Krankenhaus der Jüdischen Gemeinde in Berlin gestorben ist. Bertha Glaser wurde alleine am 17. November 1941 aus der Koskestraße 13/14 mit dem 6. Osttransport nach Kaunas deportiert und dort am 25. November 1941 im IX. Fort ermordet. Das Schicksal von Bertha Glaser wurde von einer 10. Klasse des Barnim-Gymnasiums erforscht, bei der Verlegung waren Ronit Bar Sapir und ihr Sohn Peleg anwesend, Ronit ist die Tochter von Herta Lange und Enkelin von Bertha Glaser. Als die KZ-Häftlinge aus dem Osten im Frühjahr 1945 in Mecklenburg auf dem Todesmarsch waren, wurde Herta Lange als einzige Überlebende der Familie von Soldaten der Roten Armee befreit und konnte so ihr Leben retten. Für das Grundstück Koskestraße 13/14 war ab 1928 als Besitzerin die verwitwete Glaser, B. eingetragen und es ist eine Entschädigung des Grundstücks nach 1990 über die Jewish Claims Conference bekannt. Die Koskestraße wurde für den Ausbau des Sportforum Hohenschönhausen am 1. November 1979 aufgehoben und existiert heute nur noch im Verlauf als namenloser Weg, die Wohnhäuser wurden wahrscheinlich bereits Ende der 1960er/Anfang 1970er Jahre abgerissen. |
|      | Margot Klein           | Große-Leege-Straße 45a                                 |                     | 16. Juni 2018 | Margot Klein, ihr Ehemann Jakob und der Sohn Herbert wurden am 2. und 3. März 1943 mit dem 32. und 33. Osttransport in das KZ Auschwitz gebracht und kamen dort um, ein genaues Datum ist nicht bekannt. Margot Klein stammte aus einer alteingesessenen Handwerkerfamilie. Die Familie hatte im Jahr 1937 die Wohnung in Hohenschönhausen, Große-Leege-Straße 45a, bezogen. Als im Jahr 1939 der Betrieb von Handwerkerbetrieben durch Juden verboten wurde, konnte der Ehemann, der Schneider war, die Familie noch gerade so ernähren. Alle mussten ab 1941 den Davidstern tragen. Schüler einer 10. Klasse des Barnim-Gymnasiums hatten das Leben der mit einem Stolperstein zu Ehrenden erforscht und waren bei der Verlegung anwesend. |
|      | Jakob Klein            | Große-Leege-Straße 45a                                 |                     | 16. Juni 2018 | Jakob Klein, seine Frau Margot und der Sohn Herbert wurden am 2. und 3. März 1943 mit dem 32. und 33. Osttransport in das KZ Auschwitz gebracht und kamen dort um, ein genaues Datum ist nicht bekannt. Jakob Klein war selbstständiger Schneider. |
|      | Herbert Klein          | Große-Leege-Straße 45a                                 |                     | 16. Juni 2018 | Herbert Klein, geboren 1935, wurde zusammen mit seinen Eltern am 2. und 3. März 1943 mit dem 32. und 33. Osttransport in das KZ Auschwitz gebracht und kam dort um, ein genaues Datum ist nicht bekannt. |
|      | Erna Kolitz            | Große-Leege-Straße 44b                                 |                     | 16. Juni 2018 | Erna Kolitz wurde am 24. Februar 1899 in Thorn (poln. Torun)/Westpreußen mit dem Mädchennamen Imber geboren. Getrennt von ihrem Mann Willi wurde sie am 6. März 1943 in das KZ Auschwitz deportiert und dort ermordet. Schüler einer 10. Klasse des Barnim-Gymnasiums hatten das Leben der mit einem Stolperstein zu Ehrenden erforscht und waren bei der Verlegung anwesend. |
|      | Willi Kolitz           | Große-Leege-Straße 44b                                 |                     | 16. Juni 2018 | Willi Kolitz wurde am 1. März 1894 in Berlin geboren. Er wurde bei der Aktion „Arbeitsscheu Reich“ verhaftet und war vom 15. Juni 1938 bis um 14. April 1939 im KZ Buchenwald mit der Häftlingsnummer 5918 inhaftiert. Getrennt von seiner Frau Erna wurde Willi am 4. März 1943 in das KZ Auschwitz deportiert und dort ermordet. |
|      | Cäcilie Lange          | Konrad-Wolf-Straße 44 (ehem. Koskestr. 13/14)          | 52.537614 13.477898 | 26. März 2015 | Cäcilie Lange (geborene Glaser) wurde am 3. April 1900 in Posen geboren, ihre Eltern waren Hermann Glaser und Bertha geborene Leiser.(siehe weiter oben) Am 15. September 1922 hatte sie in Berlin-Hohenschönhausen den Kaufmann Eugen Lange geheiratet. Cäcilie wurde getrennt von ihrem Mann zusammen mit ihrer jüngeren Tochter Hanni am 3. März 1943 mit dem 33. Osttransport in das Vernichtungslager KZ Auschwitz-Birkenau deportiert, dort wurde sie mit unbekanntem Todesdatum ermordet. Ihre Enkelin hat für sie ein Gedenkblatt mit Fotos bei Yad Vashem erstellt. Die Koskestraße wurde für den Ausbau des Sportforum Hohenschönhausen am 1. November 1979 aufgehoben und existiert heute nur noch im Verlauf als namenloser Weg, die Wohnhäuser wurden wahrscheinlich bereits Ende der 1960er / Anfang 1970er Jahre abgerissen. |
|      | Eugen Lange            | Konrad-Wolf-Straße 44 (ehem. Koskestr. 13/14)          | 52.537615 13.477898 | 26. März 2015 | Eugen Lange wurde am 1. März 1895 in Antonienhütte, Oberschlesien (heute Wirek, Ortsteil von Ruda Śląska, Polen) geboren, seine Eltern waren Siegmund Lange (1871–1942) und Rosa geborene Altmann (1872–1940). Er hatte auch noch eine Schwester, Else (verheiratete Lewinsohn 1903–1943). Am 15. September 1922 hatte er in Berlin-Hohenschönhausen Cäcilie geborene Glaser geheiratet. Er lebte nachweisbar ab 1926 in Berlin in der Koskestraße 13/14. Seine Deportation erfolgte getrennt von seiner Familie am 1. März 1943 in das KZ Auschwitz, dort wurde er mit unbekanntem Todesdatum ermordet. |
|      | Hanni Lange            | Konrad-Wolf-Straße 44 (ehem. Koskestr. 13/14)          | 52.537614 13.477899 | 26. März 2015 | Hanni Lange wurde am 18. August 1928 in Berlin geboren und besuchte von 1935 bis 1938 die 9. Volksschule Weißensee (heute Obersee-Grundschule) in der Roedernstraße 69–72. Nach der Reichspogromnacht am 9. November 1938 musste sie diese Schule zwangsweise verlassen und sie besuchte seit dem 28. November 1938 die private jüdische Volksschule der Jüdischen Gemeinde, die sich in der Synagoge in der Rykestraße 53 in Prenzlauer Berg befand, bis auch diese Schule im Juni 1942 durch Verbot geschlossen wurde. Hanni wurde zusammen mit ihrer Mutter am 3. März 1943 mit dem 33. Osttransport in das Vernichtungslager KZ Auschwitz-Birkenau deportiert, dort wurde sie mit unbekanntem Todesdatum ermordet. Ihre Nichte hat für sie ein Gedenkblatt mit Foto bei Yad Vashem erstellt. |
|      | Herta Lange            | Konrad-Wolf-Straße 44 (ehem. Koskestr. 13/14)          | 52.537615 13.477899 | 26. März 2015 | Herta Lange, geboren am 10. August 1923 in Berlin, überlebte als einzige die Deportation ihrer Familie in das Vernichtungslager KZ Auschwitz-Birkenau, sie wurde getrennt von ihrer Familie am 19. April 1943 mit dem 37. Osttransport nach Auschwitz deportiert. Herta wurde auf dem Todesmarsch von Auschwitz in Malchow/Mecklenburg in einem Außenlager des KZ Ravensbrück am 1. Mai 1945 von der sowjetischen Armee befreit. Nach ihrer Befreiung lebte sie in Frankreich und Argentinien und führte im Jahr 1959 aus Argentinien für ihre toten Eltern ein Wiedergutmachungsverfahren. Außerdem klagte sie auch für ihre Großmutter Bertha Glaser (geborene Leiser) auf Wiedergutmachung. Herta ist am 30. April 2006 gestorben. |
|      | Ellen Leyser           | Konrad-Wolf-Straße 114 (ehem. Berliner Straße 114)     |                     | 21. Feb. 2019 | |
|      | Fritz Leyser           | Konrad-Wolf-Straße 114 (ehem. Berliner Straße 114)     |                     | 21. Feb. 2019 | |
|      | Arthur Lewinsohn       | Konrad-Wolf-Straße 41 (ehem. Koskestr. 13/14)          | 52.538584 13.480663 | 30. Nov. 2012 | Arthur Lewinsohn, geboren am 29. Dezember 1927 in Berlin; mit dem 33. Osttransport am 3. März 1943 nach Auschwitz deportiert und dort ermordet |
|      | Else Lewinsohn         | Konrad-Wolf-Straße 41 (ehem. Koskestr. 13/14)          | 52.538585 13.480663 | 30. Nov. 2012 | Else Lewinsohn, geborene Lange, geboren am 30. März 1903 in Gleiwitz; mit dem 33. Osttransport am 3. März 1943 nach Auschwitz deportiert und dort ermordet |
|      | Hugo Lewinsohn         | Konrad-Wolf-Straße 41 (ehem. Koskestr. 13/14)          | 52.538586 13.480663 | 30. Nov. 2012 | Hugo Lewinsohn, geboren am 26. August 1898 in Sobota, lebte ab dem Jahr 1934 in der Koskestraße 13/14. Er wurde mit dem 33. Osttransport am 3. März 1943 nach Auschwitz deportiert und dort ermordet. |
|      | Julian Lewinsohn       | Konrad-Wolf-Straße 41 (ehem. Koskestr. 13/14)          | 52.538584 13.480664 | 30. Nov. 2012 | Julian Lewinsohn, geboren am 7. Januar 1927 in Berlin; mit dem 32. Osttransport am 2. März 1943 nach Auschwitz deportiert und dort ermordet |
|      | Reha Lewinsohn         | Konrad-Wolf-Straße 41 (ehem. Koskestr. 13/14)          | 52.538585 13.480664 | 30. Nov. 2012 | Reha Lewinsohn, geboren am 23. Dezember 1942 in Berlin; mit dem 33. Osttransport am 3. März 1943 nach Auschwitz deportiert und dort ermordet |
|      | Rita Lewinsohn         | Konrad-Wolf-Straße 41 (ehem. Koskestr. 13/14)          | 52.538586 13.480664 | 30. Nov. 2012 | Rita Lewinsohn, geboren am 9. Juli 1931 in Berlin; mit dem 33. Osttransport am 3. März 1943 nach Auschwitz deportiert und dort ermordet |
|      | Olga Nestmann          | Dingelstädter Straße 17                                |                     | 20. Mai 2023  | |
|      | Margarete Sachs        | Große-Leege-Straße 46a                                 | 52.538867 13.48952  | 27. Sep. 2013 | Margarete Sachs, geboren am 28. Juli 1892 in Berlin; mit dem 33. Osttransport am 3. März 1943 nach Auschwitz deportiert und dort ermordet |
|      | Edith Senger           | Konrad-Wolf-Straße 60 (ehem. Hohenschönhauser Str. 35) | 52.536431 13.475072 | 7. Mai 2004   | Edith Senger, geboren am 22. Juli 1923 in Berlin; mit dem 29. Osttransport am 19. Februar 1943 nach Auschwitz deportiert und dort ermordet |
|      | Erna Senger            | Konrad-Wolf-Straße 60 (ehem. Hohenschönhauser Str. 35) | 52.536432 13.475072 | 7. Mai 2004   | Erna Senger, geborene Dann, geboren am 27. Dezember 1895 in Seelow bei Lebus; mit dem 29. Osttransport am 19. Februar 1943 nach Auschwitz deportiert und dort ermordet |
|      | Günter Senger          | Konrad-Wolf-Straße 60 (ehem. Hohenschönhauser Str. 35) | 52.536431 13.475073 | 7. Mai 2004   | Günter Senger, geboren am 18. März 1926 in Berlin; mit dem 29. Osttransport am 19. Februar 1943 nach Auschwitz deportiert und dort ermordet |
|      | Salomon Arthur Senger  | Konrad-Wolf-Straße 60 (ehem. Hohenschönhauser Str. 35) | 52.536432 13.475073 | 7. Mai 2004   | Salomon Arthur Senger, geboren am 21. Oktober 1893 in Ueckermünde; mit dem 29. Osttransport am 19. Februar 1943 nach Auschwitz deportiert und dort ermordet |
|      | Blume Luise Albers     | Suermondtstraße 47                                     |                     | Mai 2021      | |
|      | Schmul Franz Switytzki | Weißenseer Weg 32                                      | 52.534063 13.475638 | Mai 2004      | Schmul Franz Switytzki, geboren am 9. Januar 1882 in Brest-Litowsk; am 18. Oktober 1941 mit dem I. Transport ins Ghetto Litzmannstadt deportiert; dort am 31. März 1942 gestorben |